# Liu Haili

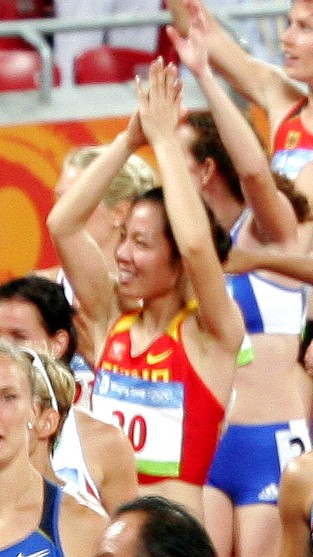
Liu Haili 2008

Liu Haili (chinesisch 刘海莉, Pinyin Liú Hǎilì; * 24. Dezember 1984 in Haicheng) ist eine chinesische Siebenkämpferin.
Sie vertrat ihr Land bei den Olympischen Sommerspielen 2008 in Peking. Dort erreichte sie den 20. Platz.
Ihre persönliche Bestleistung liegt bei 6132 Punkten, erreicht bei den National Games 2005 in Nanjing.